# Hold 'Em Jail
Pour plus de détails, voir Fiche technique et Distribution.
Hold 'Em Jail est un film américain réalisé par Norman Taurog, sorti en 1932.

## Synopsis
Quelques idiots condamnés à tort pour possession d'armes à feu, sont envoyés en prison où ils finissent par jouer dans l'équipe de football du directeur de la prison.

## Fiche technique
- Titre : Hold 'Em Jail
- Réalisation : Norman Taurog
- Scénario : Tim Whelan, Lew Lupton, Walter DeLeon, S.J. Perelman et Eddie Welch
- Photographie : Leonard Smith
- Montage : Arthur Roberts
- Musique : Max Steiner
- Production : Harry Joe Brown et David O. Selznick
- Société de production : RKO Pictures
- Pays d'origine : États-Unis
- Format : noir et blanc - 1,37:1 - son : Mono
- Genre : comédie
- Durée : 66 minutes
- Date de sortie :
  - États-Unis : 16 septembre 1932

## Distribution
- Bert Wheeler : Curley Harris
- Robert Woolsey : Spider Robbins
- Edna May Oliver : Violet
- Robert Armstrong : The Radio Announcer
- Roscoe Ates : Sam
- Edgar Kennedy : The Warden
- Betty Grable : Barbara
- Warren Hymer : Steele
- Paul Hurst : Butch
- Ernie Adams : Arbitre (non crédité)
- Monty Banks : Timekeeper (non crédité)
- Ward Bond : Football Player (non crédité)
- Charlie Hall : Arbitre (non crédité)
- Jim Thorpe : Football Player (non crédité)
- Leo Willis : Riggs (non crédité)